# Mustasaari (ö i Finland, Norra Karelen, Pielisen Karjala, lat 63,44, long 29,33)
Mustasaari är en ö i Finland. Den ligger i sjön Pielisjärvi och i kommunen Nurmes i den ekonomiska regionen  Pielinen-Karelen  och landskapet Norra Karelen, i den centrala delen av landet, 400 km nordost om huvudstaden Helsingfors. Öns area är 2,7 hektar och dess största längd är 300 meter i nord-sydlig riktning.